# Le Talent de mes amis
Pour plus de détails, voir Fiche technique et Distribution.
Le Talent de mes amis est une comédie française coécrite et réalisée par Alex Lutz, sortie en 2015.

## Synopsis
Alex et Jeff sont deux collègues de bureau d'une grande entreprise. Ils forment également un duo complice, uni par une belle amitié partagée en famille. Mais voilà qu'arrive Thibaut, spécialiste en développement personnel et ami d'enfance d'Alex.

## Fiche technique
- Titre original : Le Talent de mes amis
- Réalisation : Alex Lutz
- Scénario : Tom Dingler, Alex Lutz et Bruno Sanches
- Décors : Jacques Rouxel
- Costumes : Carine Sarfati
- Coiffures : Frédérique Arguello
- Maquillage : Marie-Anne Hum
- Photographie : Giovanni Fiore Coltellaci
- Son : Stéphane Bucher, Steven Ghouti et Vincent Mauduit
- Montage : Vincent Zuffranieri
- Musique : Vincent Blanchard et Romain Greffe
- Supervision musicale : My Melody (Rebecca Delannet et Astrid Gomez-Montoya)
- Effets visuels : Mikros Image
- Production : François Cornuau et Vincent Roget
- Sociétés de production : Same Player, Cinéfrance 1888, Studiocanal, Canal+, Ciné+, La Banque Postale Image 8, Palatine Etoile 12, Angoa-Agicoa et CNC
- Société de distribution : Studiocanal, Frenetic Films (Suisse) et Studiocanal UK
- Pays d’origine :  France
- Langue originale : français
- Format : couleur
- Genre : comédie
- Durée : 98 minutes
- Date de sortie :  France : 6 mai 2015

## Distribution
- Alex Lutz : Alexandre Ludon
- Bruno Sanches : Jeff Cortes
- Tom Dingler : Thibaut Redinger
- Audrey Lamy : Cécile
- Anne Marivin : Carole
- Sylvie Testud : Stéphane Brunge
- Julia Piaton : Helen
- Jeanne Moreau : La grand-mère de Thibault Redinger
- Stéphane Bucher : le cousin d'Alexandre
- Kamel Laadaili : Sofien
- Karine Valmer : Cécile Réjoua
- Guillaume Gouix : L'ambulancier
- Catherine Hosmalin : Femme stage Thibault
- Yves Jacques : Homme stage Thibault
- Marc Lavoine : Juré Amazing Star
- Caroline Loeb : Jurée Amazing Star
- Alison Wheeler : Jurée Amazing Star
- Monsieur Poulpe : Juré Amazing Star
- Éric Vincent : un danseur
- Delphine Baril : Noémie
- Bertina Henrichs : La femme qui parle allemand
- Noémie de Lattre : La femme au square
- Milo Mazé : Simon
- Romane Voisin : Mélanie Capuchon

## Box-office
Le Talent de mes amis a seulement attiré 100 119 spectateurs dans 218 salles en France. Sortie début mai, le film n'est resté qu'un mois à l'affiche, malgré un soutien important dans la presse et la popularité du comédien (succès de son one man show au théâtre du Châtelet et de sa pastille humoristique dans le Petit Journal sur Canal+.) L'échec est d’autant plus difficile à accepter que dans le même temps le film Connasse, princesse des cœurs avec Camille Cottin, autre humoriste de la chaîne, franchissait le million d’entrées.

## À noter
- Dernière apparition au cinéma pour Jeanne Moreau.